# کد مورس

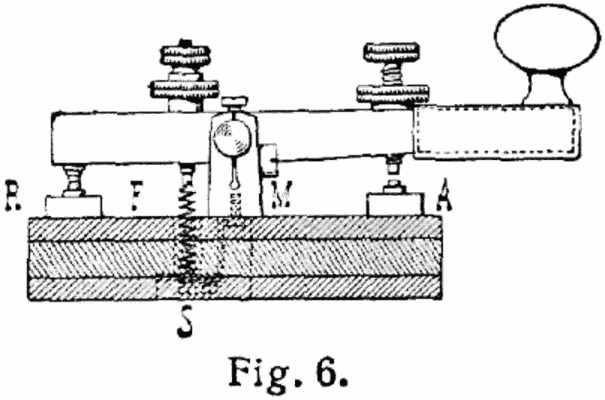
یک دستگاه قدیمی تلگراف مورس

کد مورس (به انگلیسی: Morse code) روشی برای انتقال پیام و اطلاعات است که در آن از یک رشته نشانه‌های بلند و کوتاهِ استاندارد به نام خط و نقطه استفاده می‌شود و همچنین در تلگراف نیز بکار گرفته می‌شود.

## تاریخچه
کد مورس در میانه دهه ۱۲۱۰ هجری خورشیدی توسط ساموئل مورس ابداع شد و چندی بعد در ارتباطات تلگراف مورد استفاده قرار گرفت. در آغاز دهه ۱۲۸۰ هجری خورشیدی از آن به‌طور گسترده برای مخابرات رادیویی استفاده شد.

## کاربرد کنونی مورس
امروزه با گسترش روش‌های ارتباطی پیشرفته‌تر دیگر از کد مورس استفاده‌ای نمی‌شود، مگر در برخی مواقع ضروری یا موارد تخصصی همچون در ایستگاه‌های ناوبری، موسیقی یا در پیام‌های رادیویی آماتور. کد مورس همچنین در ارتباطات میان زندانیانی که اجازهٔ صحبت ندارند و دهانشان بسته است بسیار کاربرد دارد و همچنین با دست و دندان می‌توان ارتباط برقرار کرد.

### کد مورس در موسیقی
FreqCo یا فرکیوکو یکی از معدود آهنگسازانی است که از کدهای مورس به صورت امواج مستقیم با استفاده از دیت و دا با زمان‌های ثابت و مشخص‌شده و ضرب در آثار خود استفاده می‌کند و پیام‌های نهفتهٔ خود را به گوش شنوندگانش می‌رساند. اما گاهی این کد بخاطر وجود امواج خود آهنگ بی‌معنی می‌شود.

## انواع کد مورس
این زبان سه حالت نوشتاری، شنوایی و گفتاری دارد.
حالت نوشتاری این زبان از شماری نقطه (.) و خط تیره (-) ساخته می‌شود.
حالت شنیداری از دو صدای «دیت» و «دا» ساخته می‌شود که dit هم‌ارز با نقطه و dah هم‌ارز با خط تیره است
که صدای طولانی‌تر به معنای خط تیره (-) و صدای کوتاه‌تر به معنای نقطه (.) می‌باشد
مکث یک‌ثانیه‌ای نیز به معنای پایان کلمه می‌باشد.
در حالت دیداری هم می‌شود از چراغ‌قوه استفاده کرد، بدین صورت که برای فرستادن نقطه‌ها چراغ قوه بی‌درنگ روشن و خاموش شده و برای فرستادن خط تیره‌ها چراغ‌قوه روشن و پس از گذشت زمانی (معمولاً سه‌برابر زمان نقطه‌ها) خاموش می‌شود.

## آموزش مورس
الفبای کد مورس در شکل زیر نشان داده شده است:

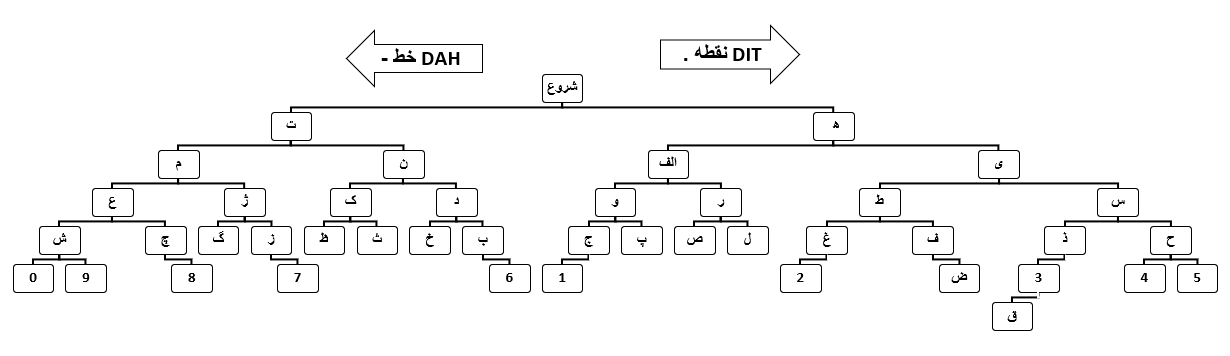
درخت یادگیری سریعتر کدهای مورس فارسی

## کد مورس برای الفبای فارسی
| عدد | کد (از سمت راست بخوانید) |
| --- | ------------------------ |
| ۰   | – – – – –                |
| ۱   | • – – – –                |
| ۲   | • • – – –                |
| ۳   | • • • – –                |
| ۴   | • • • • –                |
| ۵   | • • • • •                |
| ۶   | – • • • •                |
| ۷   | – – • • •                |
| ۸   | – – – • •                |
| ۹   | – – – – •                |

برای نمونه، «هشدار» می‌شود:
ه: •
ش: – – – –
د: – • •
ا: • –
ر: • – •

## کد مورس بین‌المللی
| حرف | کد      |
| --- | ------- |
| A   | · —     |
| B   | – · · · |
| C   | — · — · |
| D   | — · ·   |
| E   | ·       |
| F   | · · — · |
| G   | — — ·   |
| H   | · · · · |
| I   | · ·     |
| J   | · — — — |
| K   | — · —   |
| L   | · — · · |
| M   | — —     |

| حرف | کد      |
| --- | ------- |
| N   | — ·     |
| O   | — — —   |
| P   | · — — · |
| Q   | — — · — |
| R   | · — ·   |
| S   | · · ·   |
| T   | —       |
| U   | · · —   |
| V   | · · · — |
| W   | · — —   |
| X   | — · · — |
| Y   | — · — — |
| Z   | — — · · |

| عدد | کد        |
| --- | --------- |
| ۰   | — — — — — |
| ۱   | · — — — — |
| ۲   | · · — — — |
| ۳   | · · · — — |
| ۴   | · · · · — |
| ۵   | · · · · · |
| ۶   | — · · · · |
| ۷   | — — · · · |
| ۸   | — — — · · |
| ۹   | — — — — · |

| نقطه‌گذاری و نشانه‌های ویژه        | کد                |
| -------------------------------- | ----------------- |
| .                                | · – · — · —       |
| ,                                | — — · · — —       |
| ?                                | · · — — · ·       |
| -                                | — · · · · —       |
| /                                | — · · — ·         |
| اشتباه                           | · · · · · · · ·   |
| علامت آغاز                       | · — · — · —       |
| + پایان پیام                     | · – · –           |
| @ پایان تماس                     | · · · — · —       |
| اس. او. اس (SOS) (علامت اضطراری) | · · · — — — · · · |